# ماتیاس سوارز
ماتیاس سوارز (اسپانیایی: Matías Suárez‎؛ زادهٔ ۹ مهٔ ۱۹۸۸) بازیکن فوتبال اهل آرژانتین است.

## باشگاهی
از باشگاه‌هایی که در آن بازی کرده‌است می‌توان به باشگاه فوتبال اندرلشت و باشگاه فوتبال ریور پلاته اشاره کرد.

## تیم ملی
وی همچنین در آرژانتین بازی کرده‌است.